# Черен водорез
Черният водорез (Rynchops niger) е вид птица от семейство Rynchopidae.

## Разпространение и местообитание
Разпространен е в Антигуа и Барбуда, Аржентина, Аруба, Барбадос, Бахамските острови, Белиз, Боливия, Бразилия, Венецуела, Гваделупа, Гватемала, Гвиана, Доминика, Доминиканската република, Еквадор, Кайманови острови, Колумбия, Коста Рика, Куба, България, Мексико, Монсерат, Никарагуа, Панама, Парагвай, Перу, Пуерто Рико, Салвадор, САЩ, Сейнт Винсент и Гренадини, Сейнт Китс и Невис, Сейнт Лусия, Суринам, Тринидад и Тобаго, Търкс и Кайкос, Уругвай, Френска Гвиана, Хаити, Хондурас и Чили.